# Clymeniida
Clymeniida (po polsku klimenie, dawniej także klymenie) – rząd wymarłych głowonogów z podgromady amonitów.
Charakterystyczne wyłącznie dla klimenii jest położenie u form dorosłych syfonu po stronie grzbietowej, a nie brzusznej, jak u innych amonitowatych. Klimenie mają linię przegrodową typu goniatytowego; większość klimenii ma także nietypową linię przegrodową, gdyż zaczyna się ona od siodła.
Pojawiły się w późnym dewonie, we franie, ale szczyt rozwoju przeszły w famenie, gdy były najliczniejszą grupą amonitów. Wymarły u schyłku dewonu, choć jeden rodzaj przetrwał i żył jeszcze na początku karbonu (znaleziony w skałach turneju na terenie Niemiec).
Wiele gatunków ma duże znaczenie stratygraficzne w famenie, którego stratygrafia w dużym stopniu bazuje na tym rzędzie. W Polsce najliczniejsze i najbogatsze stanowiska klimenii występują w Górach Świętokrzyskich i w Dzikowcu w Sudetach.

## Systematyka[2]
Rząd †Clymeniida Sepkoski, Jr. 2002
podrząd †Clymeniina Hyatt 1884
nadrodzina †Clymeniaceae Edwards 1849
rodzina †Clymeniidae Edwards 1849
rodzaj †Aktuboclymenia Bogoslovsky 1979
rodzaj †Clymenia Münster 1834
rodzina †Kosmoclymeniidae Korn and Price 1987
podrodzina †Kosmoclymeniinae Korn and Price 1987
rodzaj †Kosmoclymenia Schindewolf 1949
rodzaj †Linguaclymenia Korn and Price 1987
rodzaj †Lissoclymenia Korn and Price 1987
rodzaj †Muessenbiaergia Korn and Price 1987
podrodzina †Rodeckiinae Korn 2002
rodzaj †Franconiclymenia Korn and Price 1987
rodzaj †Protoxyclymenia Schindewolf 1923
rodzaj †Rodeckia Korn 2002
nadrodzina †Gonioclymeniaceae Hyatt 1884
rodzina †Costaclymeniidae Ruzhencev 1957
rodzaj †Costaclymenia Schindewolf 1920
rodzaj †Endosiphonites Ansted 1838
rodzina †Gonioclymeniidae Hyatt 1884
rodzaj †Finiclymenia Price and Korn 1989
rodzaj †Gonioclymenia Sepkoski, Jr. 2002
rodzaj †Kalloclymenia Wedekind 1914
rodzaj †Leviclymenia Korn 2002
rodzaj †Mesoclymenia Bogoslovsky 1981
rodzina †Sellaclymeniidae Schindewolf 1923
rodzaj †Sellaclymenia Sepkoski, Jr. 2002
rodzina †Sphenoclymeniidae Korn 1992
rodzaj †Medioclymenia Korn 2002
rodzaj †Sphenoclymenia Schindewolf 1920
nadrodzina †Platyclymeniaceae Wedekind 1914
rodzina †Glatziellidae Schindewolf 1928
rodzaj †Glatziella Renz 1914
rodzaj †Liroclymenia Czarnocki 1989
rodzaj †Postglatziella Schindewolf 1937
rodzaj †Soliclymenia Schindewolf 1937
rodzina †Piriclymeniidae Korn 1992
rodzaj †Ornatoclymenia Bogoslovsky 1979
rodzaj †Piriclymenia Schindewolf 1937
rodzaj †Sulcoclymenia Schindewolf 1923
rodzina †Platyclymeniidae Wedekind 1914
podrodzina †Nodosoclymeniinae Korn 2002
rodzaj †Czarnoclymenia Korn 1999
rodzaj †Nodosoclymenia Czarnocki 1989
rodzaj †Stenoclymenia Lange 1929
podrodzina †Platyclymeniinae Wedekind 1914
rodzaj †Fasciclymenia Korn and Price 1987
rodzaj †Platyclymenia Sepkoski, Jr. 2002
rodzaj †Progonioclymenia Schindewolf 1937
rodzaj †Spinoclymenia Bogoslovsky 1962
rodzaj †Trigonoclymenia Schindewolf 1934
rodzaj †Varioclymenia Wedekind 1908
podrodzina †Pleuroclymeniinae Korn 2002
rodzaj †Borisiclymenia Korn 2002
rodzaj †Nanoclymenia Korn 2002
rodzaj †Pleuroclymenia Schindewolf 1934
rodzaj †Trochoclymenia Schindewolf 1926
nadrodzina †Wocklumeriaceae Schindewolf 1937
rodzina †Parawocklumeriidae Schindewolf 1937
rodzaj †Kamptoclymenia Schindewolf 1937
rodzaj †Parawocklumeria Schindewolf 1926
rodzaj †Tardewocklumeria Becker 2000
rodzaj †Triaclymenia Schindewolf 1937
rodzina †Wocklumeriidae Schindewolf 1937
rodzaj †Epiwocklumeria Schindewolf 1937
rodzaj †Kielcensia Czarnocki 1989
rodzaj †Synwocklumeria Librovitch 1957
rodzaj †Wocklumeria Wedekind 1918
podrząd †Cyrtoclymeniina Korn 2002
nadrodzina †Biloclymeniaceae Bogoslovsky 1955
rodzina †Biloclymeniidae Bogoslovsky 1955
rodzaj †Biloclymenia Schindewolf 1923
rodzaj †Dimeroclymenia Czarnocki 1989
rodzaj †Kiaclymenia Bogoslovsky 1965
rodzaj †Rhiphaeoclymenia Bogoslovsky 1965
rodzina †Pachyclymeniidae Korn 1992
rodzaj †Pachyclymenia Schindewolf 1937
rodzaj †Uraloclymenia Bogoslovsky 1977
nadrodzina †Cyrtoclymeniaceae Hyatt 1884
rodzina †Carinoclymeniidae Bogoslovsky 1975
rodzaj †Acriclymenia Bogoslovsky 1975
rodzaj †Carinoclymenia Bogoslovsky 1965
rodzaj †Karaclymenia Bogoslovsky 1983
rodzaj †Pinacoclymenia Bogoslovsky 1975
rodzina †Cymaclymeniidae Hyatt 1884
podrodzina †Cymaclymeniinae Hyatt 1884
rodzaj †Cymaclymenia Sepkoski, Jr. 2002
rodzaj †Laganoclymenia Bogoslovsky 1979
rodzaj †Procymaclymenia Korn 2002
rodzaj †Rodachia Korn 2002
podrodzina †Genuclymeniinae Korn 2002
rodzaj †Flexiclymenia Czarnocki 1989
rodzaj †Genuclymenia Wedekind 1908
rodzaj †Siekluckia Czarnocki 1989
rodzina †Cyrtoclymeniidae Hyatt 1884
rodzaj †Cyrtoclymenia Sepkoski, Jr. 2002
rodzaj †Hexaclymenia Schindewolf 1923
rodzaj †Praeflexiclymenia Czarnocki 1989
rodzaj †Pricella Korn 1991
rodzaj †Protactoclymenia Wedekind 1908
rodzina †Rectoclymeniidae Schindewolf 1923
rodzaj †Cteroclymenia Bogoslovsky 1979
rodzaj †Falciclymenia Schindewolf 1923
rodzaj †Karadzharia Korn 2002
rodzaj †Rectoclymenia Wedekind 1908
taksony incertae sedis
rodzaj †Borkinia
rodzaj †Gyroclymenia
rodzaj †Kazakhoclymenia
rodzaj †Miroclymenia
rodzaj †Schizoclymenia